# إرفين كروغر
إرفين كروغر (بالإسبانية: Erwin Krüger)‏ هو مغني وشاعر نيكاراغوي، ولد في 2 نوفمبر 1915، وتوفي في 28 يوليو 1973.